# اليزيديون في تركيا

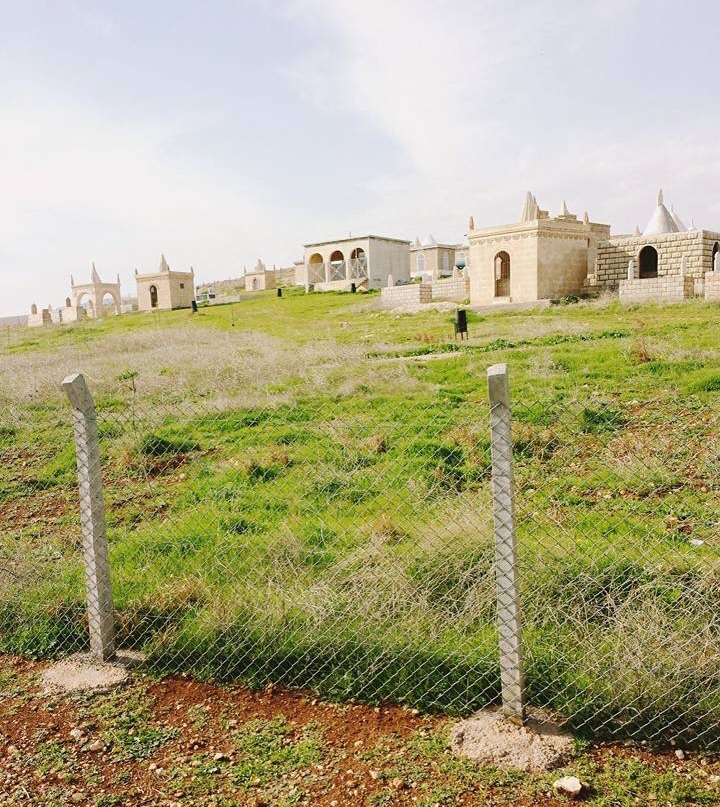
مقبرة الإيزيديين هيسن بيجي في جنوب شرق تركيا

يشير مصطلح اليزيديين في تركيا إلى أتباع اليزيديين من تركيا، الذين بقوا في تركيا بعد تفكك الإمبراطورية العثمانية. غادر الإيزيديون الذين عاشوا في تركيا خلال النصف الثاني من القرن العشرين وبعده تدريجياً إلى الدول الأوروبية. في الثمانينات، كان هناك 60.000 إيزيدي يعيشون في بشيري، كورتالان، بسميل، مديات، إيديل، الجزيرة، نصيبين، فيرانشهر، سروج وبوزوفا. اليوم أصبحت هذه الأماكن شبه فارغة بسبب الهجرة إلى أوروبا والتي أثارتها الصعوبات السياسية والدينية والاقتصادية. اليوم لم يبق سوى عدد قليل في القرى المحيطة بمديات وفيرانشهير وجينار وبشايري. وبحسب تعداد عام 2000، لم يبق في البلاد سوى 423 فردًا من أتباع الديانة الإيزيدية.

منطقة الاستيطان التقريبية الحالية لليزيديين في جنوب شرق الأناضول. ويسكن الأيزيديون محافظات ماردين وباتمان وشانلي أورفا وأجزاء من محافظتي شرناق وديار بكر.

## التركيبة السكانية
وفقًا لجمعية الشعوب المهددة بالانقراض، كان 300 ألف يزيدي يعيشون في الأصل في تركيا.
في ثمانينيات القرن العشرين، بلغ عدد الإيزيديين في تركيا حوالي 60 ألفًا. في عام 1993، قُدِّر العدد بنحو 24309.
في عام 2003، ذكر مكتب الديمقراطية وحقوق الإنسان والعمل التابع لوزارة الخارجية الأمريكية أن 5000 يزيدي يعيشون في تركيا.
في عام 2004، أفاد المكتب الاتحادي للهجرة واللاجئين أن أكثر من 2000 يزيدي (معظمهم في جنوب شرق الأناضول) يعيشون في تركيا.
في عام 2019، كان عدد الإيزيديين في تركيا أقل من 1000 وفقًا لتقديرات الحكومة الفيدرالية الأمريكية.

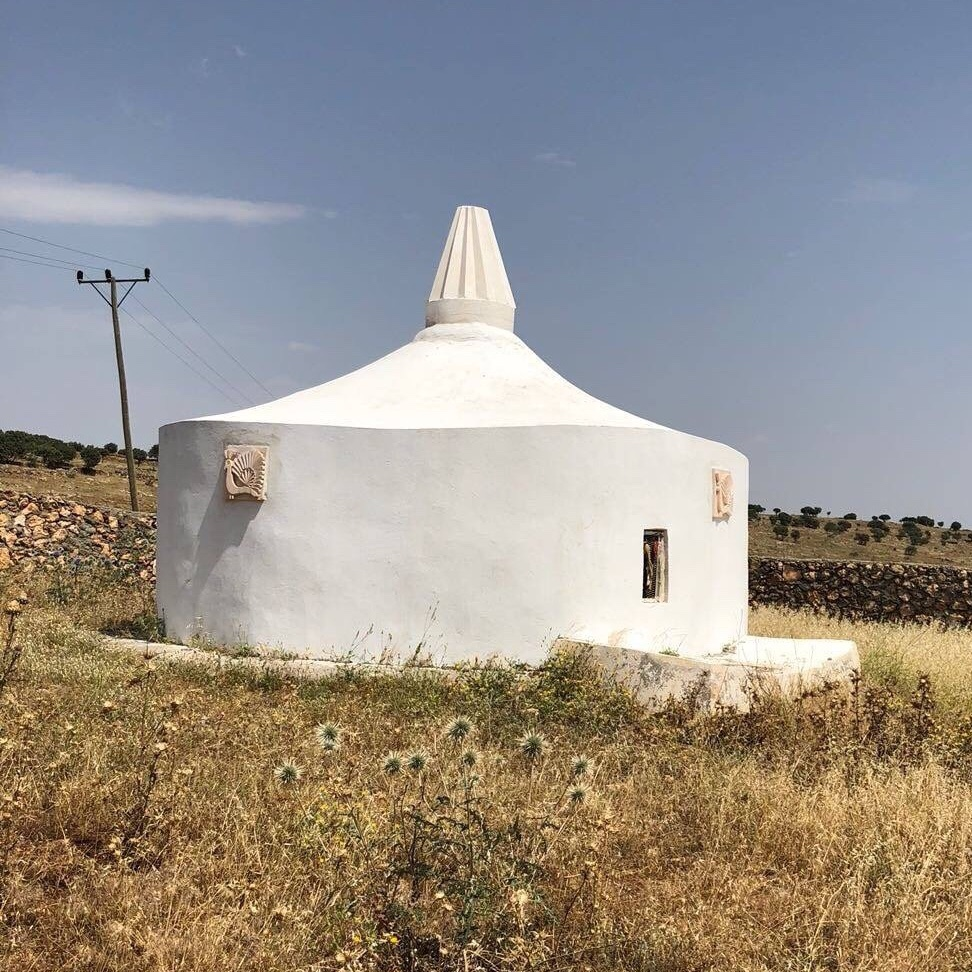
معبد إيزيدي في قرية كوفن (باسين) الإيزيدية في مقاطعة مديات، مقاطعة ماردين

## مناطق الاستيطان
تاريخيًا، عاش الإيزيديون في تركيا في شرق وجنوب وجنوب شرق تركيا. تشمل منطقة الاستيطان الحالية لليزيديين في تركيا مقاطعتي مديات ونصيبين في محافظة ماردين، ومقاطعتي باتمان وبشيري في محافظة باتمان وأجزاء من مقاطعتي إيديل في محافظة شرناق. وتوجد مناطق استيطان إيزيدية أخرى في مقاطعات سور وبسميل وجينار في محافظة ديار بكر وفي منطقة ويرانشهير في مقاطعة شانلي أورفا.

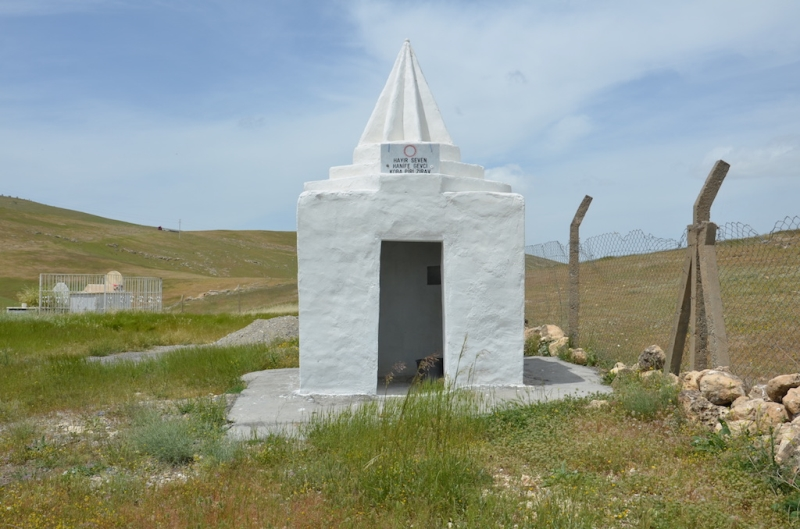
معبد بيرة زيراف الإيزيدي في قرية يولفرن (جينيريا) الإيزيدية في قضاء باتمان في ولاية باتمان التي تحمل الاسم نفسه

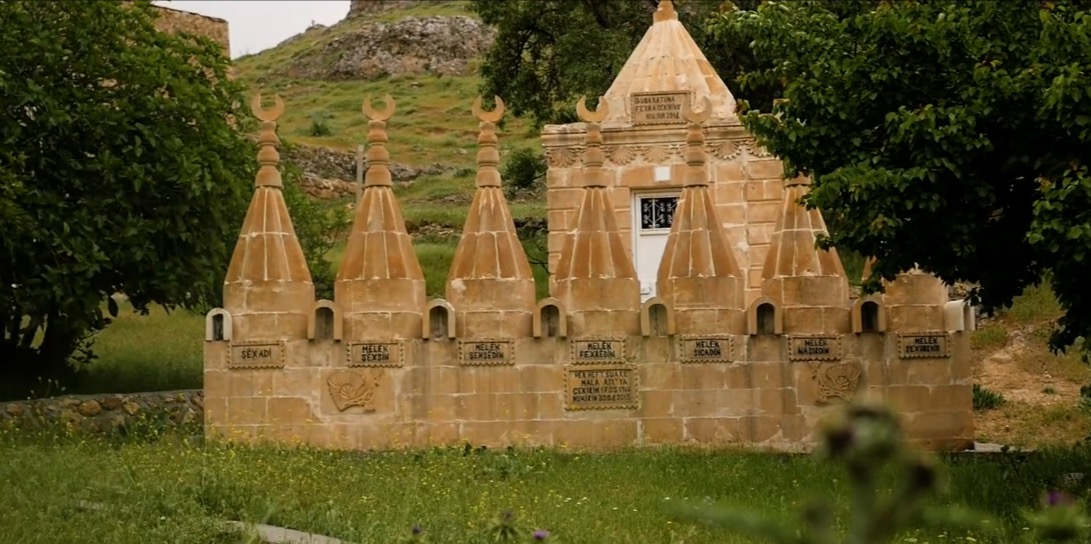
معبد إيزيدي في قرية ماغارا (كيوكس) الإيزيدية في مقاطعة إيديل، مقاطعة شرناق.

## تاريخ

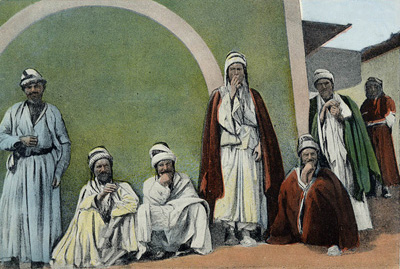
مجموعة من الإيزيديين حول ماردين.(أواخر القرن التاسع عشر، الصورة من بطاقة بريدية فرنسية)

ينتمي الإيزيديون إلى منطقة في الشرق الأوسط تُعرف تاريخيًا باسم بلاد ما بين النهرين (وبشكل أكثر تحديدًا، هم من السكان الأصليين للجزء الشمالي من بلاد ما بين النهرين) والتي تشمل أيضًا جنوب شرق تركيا.
تأسست الدولة التركية الحديثة في عام 1923. عاش الإيزيديون على أراضي تركيا الحالية قبل تأسيس الدولة التركية الحديثة. عاشت القبائل الإيزيدية في الولايات العثمانية الموصل، وديار بكر، وفان، وبتليس، وحلب بعد أن غزا السلطان سليم شرق الأناضول، والموصل، وسوريا بين عامي 1514 و1516.
في عام 1844، قُتل الإيزيديون في تركيا، الذين كانوا في منطقة طور عابدين، على يد الأمير الكردي بدرخان بيك وقواته.
في الآونة الأخيرة، عاد بعض الإيزيديين الذين قدموا من تركيا وعاشوا في ألمانيا إلى قراهم في تركيا.

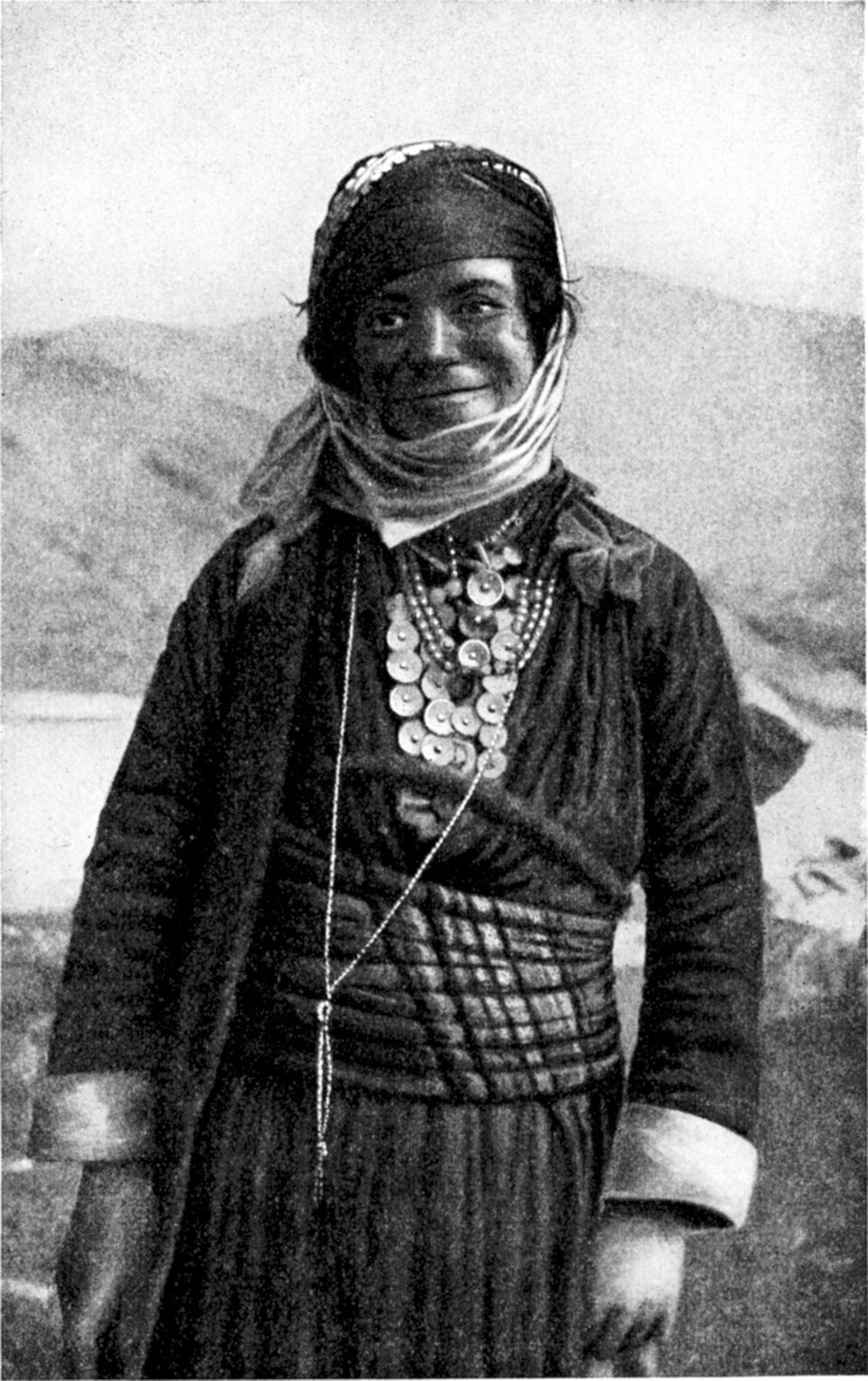
امرأة يزيدية على جبل أرارات.(1922)

### الهجرة إلى القوقاز
في القرن التاسع عشر وأوائل القرن العشرين، بدأ الإيزيديون في الفرار من مناطق فان وكارس ودوغوبايزيد في شرق تركيا خلال موجتين رئيسيتين من الهجرة، حيث حدثت الموجة الأولى أثناء الحروب الروسية العثمانية في القرن التاسع عشر (1828-1829 و1879-1882) والموجة الثانية حدثت أثناء الحرب العالمية الأولى، وخاصة أثناء وبعد الإبادة الجماعية للأرمن حيث أُستهدف الإيزيديين أيضًا إلى جانب الأرمن. قبل الهجرة، شكل الإيزيديون جزءًا لا يتجزأ من التفاعلات القبلية الكردية خلال الإمبراطورية العثمانية. استقر الإيزيديون من أرمينيا الذين وصلوا خلال الموجة الأولى من الهجرات في مقاطعتي أباران وتالين في المناطق الجبلية في أراغاتز، في حين استقر الإيزيديون الذين وصلوا خلال الموجة الثانية في قرى عبر أشتاراك وإيتشميادزين وأرمافير. كانت الأسباب الرئيسية لهذه الهجرات هي الحرب والاضطهاد الديني على أيدي الأتراك العثمانيين والأكراد المسلمين الذين كانوا يحاولون تحويلهم قسراً إلى الإسلام.

#### الإبادة الجماعية الأرمنية
لقد تعرض الإيزيديون إلى المذابح جنبًا إلى جنب مع الأرمن والآشوريين واليونانيين البنطيين أثناء الإبادة الجماعية للأرمن في عامي 1915 و1916، مما أدى بعد ذلك إلى فرار العديد من الإيزيديين. وتنفي تركيا الإبادة الجماعية. خلال الإبادة الجماعية كان هناك شعار "من يقتل 7 أرمن سيذهب إلى الجنة" كما أُستخدمت النسخة "من يقتل 7 يزيديين سيذهب إلى الجنة". وفقًا لعزيز تامويان، قُتل أكثر من 300 ألف يزيدي مع الأرمن، بينما فر آخرون إلى منطقة القوقاز.

### الهروب إلى ألمانيا
بسبب الاضطهاد والقمع والتمييز، فر الإيزيديون من تركيا في موجتين كبيرتين من الهجرة، بدأت الموجة الأولى في ستينيات القرن العشرين؛ وكان العديد من الإيزيديين من بين العمال الضيوف من تركيا. واستقر بعضهم في مدينة سيلي، حيث بدأت شركة تيليفونكن في إنتاج أجهزة التلفزيون الملونة في مصنع جديد هنا في عام 1966. أما الموجة الثانية فقد حدثت بعد الانقلاب العسكري التركي عام 1980. عندما عانى الإيزيديون، مثل العديد من زملائهم الأكراد، من دكتاتورية الجنرال كنعان إيفرين. أُعترف باليزيديين كمجموعة مضطهدة لأول مرة من قبل المحكمة الإدارية في شتاده، وبعد السنوات القليلة التالية، حذت ولاية شمال الراين وستفاليا حذوها كدولة فيدرالية. وبعد فرارهم، أعلنت المحكمة الدستورية الاتحادية أيضًا أن الإيزيديين هم مجموعة مضطهدة.
وفقًا للبرلمان الألماني (البوندستاغ)، غادرت غالبية الإيزيديين تركيا خلال الثلاثين عامًا الماضية.
في عام 1989، سافر جيرنوت فيسنر وهربرت شنور إلى تركيا مع وفد لرؤية الاضطهاد الذي يتعرض له الإيزيديون بأنفسهم. قاموا بحملة في شمال الراين وستفاليا من أجل حق البقاء لليزيديين، وبناءً على ذلك أُعترف باليزيديين كمجموعة مضطهدة في ألمانيا.

## الأدب
- شاكر جيهان سوفاري: اليزيديون: مجموعة عرقية دينية في تركيا (2016)
- روهات سيبي، إرسوي سويدان: باتمان الإيزيديين والتقليد الشفهي الإيزيديين (2012)